# Владимировка (Роменский район)
Владимировка (укр. Володимирівка) — село,
Дибровский сельский совет,
Роменский район,
Сумская область,
Украина.
Код КОАТУУ — 5924184903. Население по переписи 2001 года составляло 179 человек .

## Географическое положение
Село Владимировка находится на расстоянии в 1 км от села Федотово и в 2-х км от посёлка Диброва. 
По селу протекает пересыхающий ручей с запрудой.

## Экономика
- Свинотоварная ферма (разрушена).